# Policía de Santiago del Estero
La Policía de Santiago del Estero, una de las 23 policías provinciales de la Argentina, está a cargo de la seguridad pública de los habitantes de la provincia de Santiago del Estero.

## Historia
La Policía santiagueña tiene como antecedente el 27 de junio de 1832, cuando el primer gobernador, brigadier general Juan Felipe Ibarra, creara el Departamento de Policía, donde designó a José Antonio García como el Primer Jefe.

## Estructura

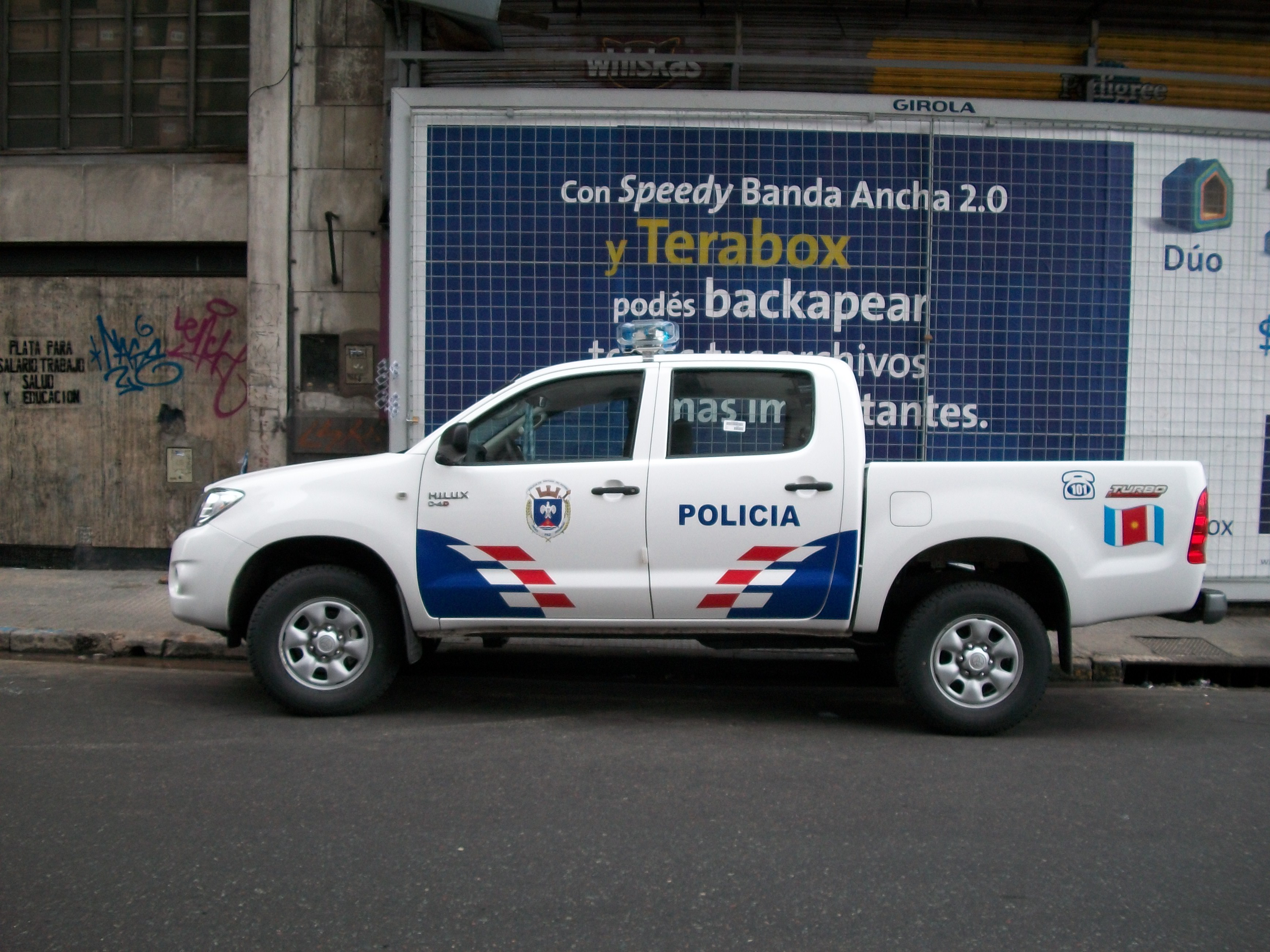
Móvil de la Policía de la Provincia de Santiago del Estero

En 1971, la Policía santiagueña comenzó a organizarse tal cual se la conoce. Nacieron en ese año las Unidades Regionales que cubren el territorio. Se distribuyen de la siguiente manera: 
- UNIDAD REGIONAL UNO: con asiento en la Capital;
- UNIDAD REGINAL DOS: en la Ciudad de La Banda;
- UNIDAD REGIONAL TRES: en Añatuya;
- UNIDAD REGIONAL CUATRO: en Quimilí y
- UNIDAD REGIONAL CINCO: en Loreto.

También en ese año nacieron los Departamentos y las Direcciones Generales. Allí ven la luz los departamentos: Personal; Informaciones; Operaciones; Logística y Judicial; la Dirección General de Institutos; la Dirección de Administración; la Dirección Secretaría General y la Dirección Drogas Peligrosas. Tiempo después nacieron grupos especiales o de élite como el Grupo Especial de Rescate; el Grupo Especial de Táctica Operacional de Alto Riesgo y el Departamento Investigaciones D-6. Los Cuerpos de Bomberos y Motorizada; la Policía Montada; la Policía Lacustre; la Sección Canes; la División Delitos Económicos y la Comisaría del Menor y la Mujer.
Cuenta con cuatro escuelas policiales: la Escuela Superior donde se perfeccionan los oficiales subalternos y jefes; la Escuela de Suboficiales y Agentes es la clave de la preparación y capacitación del personal subalterno; la Escuela de Cadetes es aquella de donde egresan año a año las nuevas promociones de oficiales de la Repartición. También existe un Liceo Policial.

## Derechos humanos
Como el resto de cuerpos policiales argentinos, el santiagueño estuvo implicado en el terrorismo de Estado, desatado con la última dictadura militar.
Un caso paradigmático es el de Cecilio Kamenetzky, por el cual el Tribunal Oral Federal de Santiago del Estero condenó en 2010 por primera vez a Antonio Musa Azar por los crímenes de la dictadura. Junto al exjefe de los espías santiagueños, la Justicia condenó a prisión perpetua en cárceles comunes a los expolicías Tomás Garbi y Ramiro López Veloso por el secuestro, torturas y el fusilamiento en noviembre de 1976 del estudiante de Derecho y militante de la Juventud Guevarista Cecilio Kamenetzky.
La historia de la policía santiagueña está marcada por el accionar de su exjefe de inteligencia Musa Azar que continuó en el cuerpo en democracia y a quien la Justicia también halló culpable junto a tres exagentes por los asesinatos de Leyla Nazar y Patricia Villalba, ocurridos en 2003. El caso marcó el fin del gobierno de Carlos Juárez.
El 12 de diciembre de 2013, el comisario general Marcelo Pato dejó de ser jefe de la Policía para pasar a ser Secretario de Seguridad. En su lugar, prestaron juramento el comisario general Omar Quiroga y, como subjefe, el comisario general Marcelo Camaño. 
Quiroga renunciará en enero de 2015 y a su lugar regresó Pato.